# Handroanthus chrysanthus
Pour les articles homonymes, voir Araguaney.
Espèce
Synonymes
- Tabebuia chrysantha

Handroanthus chrysanthus — localement appelé araguaney — est une espèce de plantes à fleurs de la famille des Bignoniaceae. C'est un arbre à feuilles caduques originaire des régions intertropicales d'Amérique du Sud. Le 29 mai 1948, il a été déclaré arbre national du Venezuela.

## Description
C'est un arbre rustique supportant les sols durs, sec ou pauvres. Par conséquent, ses racines exigent un terrain bien drainé. Sa hauteur varie de 6 à 12 m. Les feuilles sont opposées, pétiolées, elliptiques, lancéolées, à nervures pennées. Les fleurs sont grandes, de forme tubulaire, avec corolle évasée de couleur jaune foncé veiné de rouge, d'environ 6 cm de long. Elles apparaissent de février à avril avant que l'arbre n'ait retrouvé ses feuilles. Le fruit est une capsule déhiscente souvent mûre à la fin de saison sèche. C'est un arbre à croissance lente mais prolongée.
Comme on l'a dit, la floraison et la fructification ont lieu en saison sèche, de février à avril, de cette façon les graines peuvent profiter des premières pluies. Si saison des pluies est retardée, l'arbre peut refleurir.

## Habitat
Il habite les clairières des forêts de feuillus tropicaux de la vaste région du plateau des Guyanes. Son habitat s'étend de 400 à 1 300 m d'altitude.

## Galerie

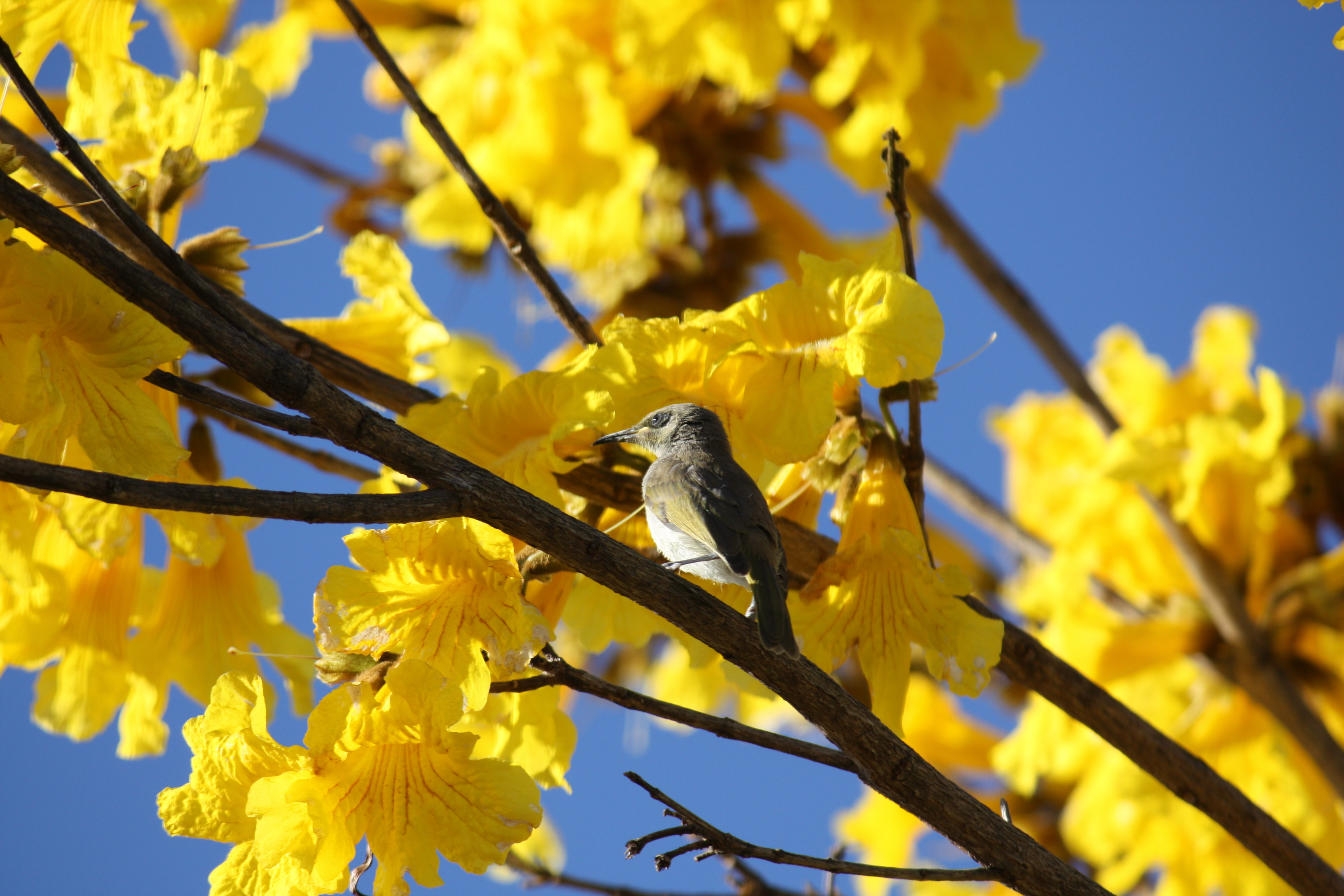
Fleurs. L'oiseau est un Méliphage brunâtre.